# John Ashcroft
John Ashcroft (Chicago, 1942. május 9. –) amerikai jogász és politikus, 1985-től 1993-ig Missouri állam kormányzója, 1995-től 2001-ig az állam szenátora a washingtoni kongresszusban, 2001-től 2005-ig az Egyesült Államok legfőbb ügyésze.